# El retorn del monstre del pantà
El retorn del monstre del pantà (originalment en anglès, The Return of Swamp Thing) és una pel·lícula de superherois nord-americana de 1989 basada en el personatge homònim de DC Comics. Dirigida per Jim Wynorski, és una seqüela de la pel·lícula de 1982 El monstre del pantà, amb un to més clar que el film anterior. La pel·lícula compta amb Dick Durock i Louis Jourdan repetint els seus papers com a Monstre del Pantà i com a Anton Arcane, respectivament, juntament amb Sarah Douglas i Heather Locklear.
S'ha doblat al català per TV3, que va emetre-la per primer cop el 18 de desembre de 2000. L'11 d'agost de 2022 el doblatge es va incorporar al catàleg d'Amazon Prime Video amb la distribució d'Acontrafilms.

## Sinopsi
Després de la misteriosa mort de la seva mare, Abigail Arcane viatja cap als pantans de Florida per enfrontar-se al seu malvat padrastre, doctor Arcane, que havia ressuscitat després de la seva mort a la primera pel·lícula. En un intent d'evitar els efectes de l'envelliment, doctor Arcane, ajudat per la doctora Lana Zurrell, combina gens de diversos animals del pantà i d'éssers humans i crea un exèrcit de monstres. Arcane intenta utilitzar la seva fillastra Abby en els seus experiments genètics fins que és rescatada pel Monstre del Pantà, un científic prèviament transformat en una criatura del pantà després d'un enfrontament amb el malvat metge.

## Repartiment
- Louis Jourdan com a Anton Arcane
- Heather Locklear com a Abby Arcane
- Sarah Douglas com a Dr. Lana Zurrell
- Dick Durock com a Alec Holland/Mostre del Pantà
- Ace Mask com a Dr. Rochelle
- Monique Gabrielle com a senyora Poinsettia
- Daniel Emery Taylor com a Darryl
- Joey Sagal com a Gunn
- RonReaco Lee com a Omar
- Frank Welker com la veu de Gigi, i efectes vocals de les criatures